# Madre Juana de los Ángeles
Madre Juana de los Ángeles (en polaco: Matka Joanna od Aniołów, también conocido como El diablo y la monja) es una película de terror polaca de 1961 sobre posesiones demoníacas, dirigida por Jerzy Kawalerowicz. Su argumento se basa en la novela homónima de Jarosław Iwaszkiewicz, que, a su vez, se inspira libremente de las posesiones de Loudun del siglo XVII. La película ganó el Premio del Jurado en el Festival Internacional de Cine de Cannes de 1961.

## Trama
La historia tiene lugar en y alrededor de un convento polaco del siglo XVII. Un sacerdote, el padre jesuita Józef Suryn (Mieczyslaw Voit), llega a una pequeña posada cerca de Smolensk para pasar la noche. Ha sido enviado a investigar un caso de posesión demoníaca en el convento cercano después de que el sacerdote local, el padre Garniec, fuera quemado en la hoguera por tentar sexualmente a las monjas. Al día siguiente, el padre Suryn se dirige al convento, donde conoce a la abadesa, la madre Joan (Lucyna Winnicka), que se dice que es la más poseída de todas las monjas. Ya cuatro sacerdotes antes que el padre Suryn han intentado exorcizar a la madre Joan, pero sin éxito. Los aldeanos de la posada sienten curiosidad por el turbulento pasado del convento y hacen todo lo posible por seguir su historia en desarrollo. Así, el mozo de cuadra, Kaziuk (Jerzy Kaczmarek), guía al padre Suryn e interroga a la única monja no poseída, la hermana Malgorzata (Anna Ciepielewska), para saber lo que sucede, cuando ella hace sus visitas nocturnas a la posada.
El padre Suryn, tras descubrir que la madre Joan está poseída por ocho demonios, logra exorcizarla en colaboración con otros sacerdotes. La abadesa y las otras monjas parecen curadas. Poco después, sin embargo, la posesión demoníaca se recrudece. La madre Joan intenta seducir al padre Suryn, rogándole que la convierta en santa. Mientras tanto, la hermana Malgorzata deja el convento y se convierte en Margareth después de enamorarse de Chrząszczewski (Stanisław Jasiukiewicz), un escudero que visita la posada.
Después de una reunión fallida entre el padre Suryn y el rabino local (también interpretado por Voit), el sacerdote vuelve a entrar en el convento y recibe los demonios de la madre Joan a través de su amor por ella. Por la noche, razonando que la única forma de salvar a la abadesa es cumpliendo las órdenes de Satanás, el padre Suryn toma un hacha y mata a Kaziuk y Juraj, otro mozo de cuadra. A la mañana siguiente, el escudero abandona a Margareth y encuentra al padre Suryn sosteniendo el hacha ensangrentada. El sacerdote le indica que vaya a la Madre Juana y le cuente el sacrificio que ha hecho por su salvación en nombre del amor. Margareth vuelve corriendo al convento y llora con la Madre Juana, sin decir una palabra.

## Elenco
- Lucyna Winnicka como Madre Juana de los Ángeles
- Mieczyslaw Voit como Padre Jozef Suryn/Rabino
- Anna Ciepielewska como Hermana Malgorzata
- Maria Chwalibog como Antosia
- Kazimierz Fabisiak como Padre Brym
- Stanislaw Jasiukiewicz como Chrzaszczewski
- Zygmunt Zintel como Wincenty Wolodkowicz
- Jerzy Kaczmarek como Kaziuk

- Lucyna Winnicka como Madre Juana de los Ángeles
- Mieczyslaw Voit como Padre Jozef Suryn/Rabino
- Anna Ciepielewska como Hermana Malgorzata
- Maria Chwalibog como Antosia
- Kazimierz Fabisiak como Padre Brym
- Stanislaw Jasiukiewicz como Chrzaszczewski
- Zygmunt Zintel como Wincenty Wolodkowicz
- Jerzy Kaczmarek como Kaziuk

| - Franciszek Pieczka como Odryn - Jaroslaw Kuszewski como Juraj - Lech Wojciechowski como Piatkowski - Marian Nosek como sacerdote dominicano - Jerzy Walden como sacerdote dominicano - Marian Nowak} - Zygmunt Malawski como exorcista |

## Antecedentes
La película se basa muy vagamente en el brote de histeria colectiva que ocurrió en la ciudad francesa de Loudun en 1634 cuando un convento de monjas ursulinas, dirigido por la jorobada Hermana Juana de los Ángeles, que se obsesionó con un apuesto sacerdote mujeriego, Urbain Grandier. Cuando Grandier rechazó la invitación de la monja para convertirse su director espiritual, Juana lo acusó de haber usado magia negra para seducirla a ella y a sus hermanas y poseerlas con demonios. Los enemigos de Grandier, incluido el cardenal Richelieu, utilizaron la acusación como excusa para que lo declararan culpable de brujería y lo ejecutaran.
A diferencia de la posterior película The Devils (1971) de Ken Russell, que narra el juicio y la muerte de Grandier, Madre Juana de los Ángeles se basa en los acontecimientos posteriores a su muerte. Las monjas siguieron poseídas durante los cuatro años siguientes. El padre Jean-Joseph Suryn, de espiritualidad sincera y profunda, llevó a cabo más exorcismos principalmente para ayudar a la hermana Juana.

## Recepción de la crítica
El Lexikon des internationalen Films (Enciclopedia del cine internacional) afirmó que: 
“La película utiliza material histórico del siglo XVII como ejemplo para abordar problemas actuales y cuestiones fundamentales en su país: los rasgos autodestructivos de una ortodoxia rígida, la internalización de las relaciones de poder y dominación, la deformación de la moral y de la Razón bajo la presión del control institucional. Aunque dialéctica en el argumento, astuta en el análisis psicológico y sofisticada en la dirección artística, la controvertida película fue ampliamente interpretada en los países occidentales como una polémica anticatólica”.
La película fue recomendada por Philip Jenkinson en Radio Times y se encuentra entre las 21 películas polacas clásicas restauradas digitalmente elegidas para Martin Scorsese Presents: Masterpieces of Polish Cinema.